# Retrato de caballero (Lorenzo Lotto)
Retrato de caballero es un óleo sobre lienzo de 118 x 105 cm de Lorenzo Lotto, de hacia 1535 y conservado en la Galería Borghese de Roma. 

## Historia
Aparece por primera vez en 1790, cuando se menciona en un inventario de la Galería Borghese. La datación se basa en motivos estilísticos, ligados a la mayor austeridad y compostura de los retratos de Lotto desde mediados de los años treinta, aunque oscila entre 1530 y 1540. Entre las diversas propuestas de identificación la más acreditada vincula el retrato al condotiero albanés Mercurio Bua, que estuvo al servicio del gobierno veneciano en los años inmediatamente anteriores, por lo que el encargo de la obra se remontaría a mediados de los años veinte.

## Descripción y estilo
En la esquina de un pequeño cuarto desnudo, donde se abren dos ventanas, un caballero vestido de negro está de pie cerca de una mesa, sobre la que posa una mano mientras la otra la apoya en la cintura. Aparece hasta las rodillas, de frente, apenas girado hacia la izquierda, y la cabeza inclinada a la derecha. El rostro, con larga barba cerrada, tiene una expresión melancólica, que parece comunicar sufrimiento. 
Sobre la mesa cubierta con un paño verde se encuentra bajo su mano una pequeña composición simbólica con un montón de pétalos de flores y una calavera diminuta, que han sido vistos como una meditación sobre la muerte y lo efímero del placer y la vida, amplificada por la mano derecha sobre el bazo, sede del humor melancólico según la teoría de los cuatro humores, o también como una alegoría del luto, probablemente por la esposa. Los dos anillos juntos pero separados sobre el índice y el meñique podrían sugerir el fin del amor. 
La identificación con Mercurio Bua es probable ya que el caballero quedó viudo en 1524; además en el paisaje al fondo en la ventana se ve un San Jorge con el dragón, un santo muy querido entre la comunidad balcánica veneciana.